# Упея
Упе́я (рос. Упея) — присілок у складі Нижньосергинського району Свердловської області. Входить до складу Кленовського сільського оселення.
Населення — 2 особи (2010, 2 у 2002).
Національний склад станом на 2002 рік: росіяни — 100 %.